# Кікоть Анатолій Іванович
Анатолій Іванович Кікоть (Кикоть) (8 березня 1940, місто Кагарлик Київської області — 6 листопада 2019, місто Київ) — український радянський партійний діяч, 1-й секретар Київського обкому КПУ. Член ЦК КПУ в червні 1990 — серпні 1991 р.

## Біографія

Могила Анатолія Кікотя, Байкове кладовище

У 1962 році закінчив Українську сільськогосподарську академію.
У 1962—1965 роках — головний зоотехнік державного племінного вівцезаводу Харківської області.
У 1965—1975 роках — старший зоотехнік, головний зоотехнік Миронівського районного сільськогосподарського управління Київської області; головний зоотехнік, начальник відділу — заступник начальника Київського обласного управління сільського господарства, 1-й заступник начальника Київського обласного управління сільського господарства.
Член КПРС з 1966 року.
У 1975 — 2 листопада 1978 року — заступник завідувача сільськогосподарського відділу Київського обласного комітету КПУ. 2 листопада 1978 — 1982 року — завідувач сільськогосподарського відділу Київського обласного комітету КПУ. Закінчив Вищу партійну школу при ЦК КПУ.
У 1982—1983 роках — інструктор сільськогосподарського відділу ЦК КПРС у Москві. У 1983—1985 роках — інструктор відділу сільського господарства і харчової промисловості ЦК КПРС.
У грудні 1985 — грудні 1988 року — секретар Київського обласного комітету КПУ.
У грудні 1988 — 2 квітня 1990 року — 2-й секретар Київського обласного комітету КПУ.
2 квітня 1990 — серпень 1991 року — 1-й секретар Київського обласного комітету КПУ.
Потім — на пенсії в місті Києві.
Помер на 80-му році життя 6 листопада 2019 року в Києві. Був кремований, прах похований у колумбарії Байкового кладовища, біля центрального входу (50°24′55.9″ пн. ш. 30°30′19.1″ сх. д. / 50.415528° пн. ш. 30.505306° сх. д.).

## Нагороди
- ордени
- медалі